# Hong Kong Cycling Association
Die Hong Kong Cycling Association, kurz HKCA (chinesisch 香港單車聯會 / 香港单车联会, Pinyin Xiānggǎng Dānchēguǎn Liánhuì, Jyutping Hoeng1gong2 Daan1ce1 Lyun4wui2), ist der regionale Dachverband für Radsport in Hongkong und Mitglied der Union Cycliste Internationale (UCI) beziehungsweise Asian Cycling Confederation (ACC).

## Geschichte
Die HKCA wurde 1960 gegründet und konzentrierte sich in den ersten Jahren auf die Förderung des Straßenradsports. Später kamen Bahnrennen, BMX-Rennen, Kunstradfahren und Radball nach und nach hinzu. Seit 1994 organisiert der Verband vermehrt auch Radrennen für Mountainbike und bietet auch Rennen der Altersgruppe Jugend und Kinder an. Seither gewinnt Hongkong in der asiatisch lokalen Radsportregion verstärkt an Bedeutung und nimmt als Veranstaltungsort eine größere Rolle ein. Auf Anraten der lokalen Regierung und aufgrund der Vielfalt verschiedener Veranstaltungen, die der Verband neben Radrennen anbot, wie zum Beispiel allgemeine Sicherheitstrainings für Radanfänger oder spezielle Mountainbike- beziehungsweise Kunstradkurse für Liebhaber, wurde im April 2014 „The Cycling Association of Hong Kong, China Ltd.“, kurz CAHK (中國香港單車聯會有限公司 / 中国香港单车联会有限公司), als neue Rechtsform für den HKCA gegründet. Sie bietet dem Verband vielerlei Vorteile, zum Beispiel in juristischer oder administrativer Hinsicht, und übernimmt offiziell seit Juli 2014 als unternehmerischer Betrieb in neuer juristischer Form als CAHK die Verantwortung zur Förderung des Radfahrens in Hongkong.

## Angehörige lokale Verbände und Vereine
Folgende lokale Fahrradklubs und -vereine sind der Cycling Association of Hong Kong angeschlossen:
| #  | Verein                                                  | Chinesisch                  | Bemerkung           |
| -- | ------------------------------------------------------- | --------------------------- | ------------------- |
| 1  | Abus V-bike Cycling Team                                | —                           | —                   |
| 2  | Appreciation & Determination Sports Club                | 賞心體育會                  | A & D Sports Club   |
| 3  | B23 Cycling                                             | —                           | —                   |
| 4  | CMS Cycling Team                                        | 「競」單車隊                | —                   |
| 5  | CS - Cyclone Cycling Club                               | 飈風單車俱樂部              | —                   |
| 6  | Cyclink                                                 | —                           | —                   |
| 7  | First Ten Generation Team                               | —                           | —                   |
| 8  | Go Goal Kids                                            | —                           | —                   |
| 9  | Holiday Racing Cycling Club                             | 假日單車會                  | —                   |
| 10 | Hong Kong Bike Training Center                          | 香港單車訓練中心            | —                   |
| 11 | Hong Kong Velo Sports Club                              | 香港單車運動會              | —                   |
| 12 | INVIS CYCLING                                           | 形動單車                    | —                   |
| 13 | KBB Cycling Team                                        | 月巴龍車隊                  | —                   |
| 14 | MG Performance Hong Kong                                | 比天高香港                  | —                   |
| 15 | Omicron Cycling Team                                    | 傲美康單車隊                | —                   |
| 16 | OSSA Janiton Cycling Team                               | 捷利信單車隊                | —                   |
| 17 | PA Cycling Team                                         | 勁亞單車隊                  | —                   |
| 18 | R3 Cycling Team                                         | —                           | —                   |
| 19 | Racing Target Cycling Club                              | 易學式單車會                | —                   |
| 20 | Sha Tin Sports Association Limited – Cycling Team       | 沙田體育會 – 單車隊         | —                   |
| 21 | Sheep Bike Club                                         | 綿羊單車會                  | —                   |
| 22 | SHKP-Supernova Cycling Team                             | —                           | —                   |
| 23 | South China Athletic Association – Cyclone Cycling Team | 香港南華體育會 – 飈風單車隊 | —                   |
| 24 | Success EZ Rolling Club                                 | 實德動力                    | —                   |
| 25 | Tai Po Balance Bike Club                                | 大埔平衡車隊                | —                   |
| 26 | TORCZ Racing HK                                         | 拓薩斯競速香港單車會        | —                   |
| 27 | UNO Cycling Club                                        | 展騰單車會                  | —                   |
| 28 | Vigor Cycling Club                                      | 活力單車隊有限公司          | —                   |
| 29 | XSpeed Sport Club                                       | 捷迅體育會                  | —                   |
|    |                                                         |                             |                     |
| —  | CH Artistic Cycling Club                                | 傳衡花式單車會              | ehemaliges Mitglied |
| —  | Hong Kong Fire Service Cycling Club                     | 香港消防處單車會            | ehemaliges Mitglied |
| —  | Hong Kong Police Cycling Club                           | 香港警務處單車會            | ehemaliges Mitglied |
| —  | LIGNE8 – CSR                                            | —                           | ehemaliges Mitglied |
| —  | MASHA                                                   | —                           | ehemaliges Mitglied |
| —  | Po Leung Kuk Ho Yuk Ching (1984) College                | 保良局甲子何玉清中學        | ehemaliges Mitglied |
| —  | Team Corsa                                              | —                           | ehemaliges Mitglied |
| —  | Unfound - 852                                           | —                           | ehemaliges Mitglied |

Quelle: Hong Kong Cycling Association (Stand Mai 2022)